# Saint-Cyr-en-Bourg
Saint-Cyr-en-Bourg is een plaats en voormalige gemeente in het Franse departement Maine-et-Loire in de regio Pays de la Loire en telt 1025 inwoners (2005). De plaats maakt deel uit van het arrondissement Saumur.

## Geschiedenis
Saint-Cyr-en-Bourg maakte deel uit van het kanton Montreuil-Bellay tot dat op 22 maart 2015 werd opgeheven en de gemeente werd opgenomen in het kanton Doué-la-Fontaine. Op 1 januari 2019 fuseerde Saint-Cyr-en-Bourg met Brézé en Chacé tot de commune nouvelle Bellevigne-les-Châteaux.

## Geografie
De oppervlakte van Saint-Cyr-en-Bourg bedraagt 8,7 km², de bevolkingsdichtheid is 117,8 inwoners per km².
De onderstaande kaart toont de ligging van Saint-Cyr-en-Bourg met de belangrijkste infrastructuur en aangrenzende gemeenten.

## Demografie
Onderstaande figuur toont het verloop van het inwonertal.
Brézé · Chacé · Saint-Cyr-en-Bourg